# De revolutionibus orbium coelestium

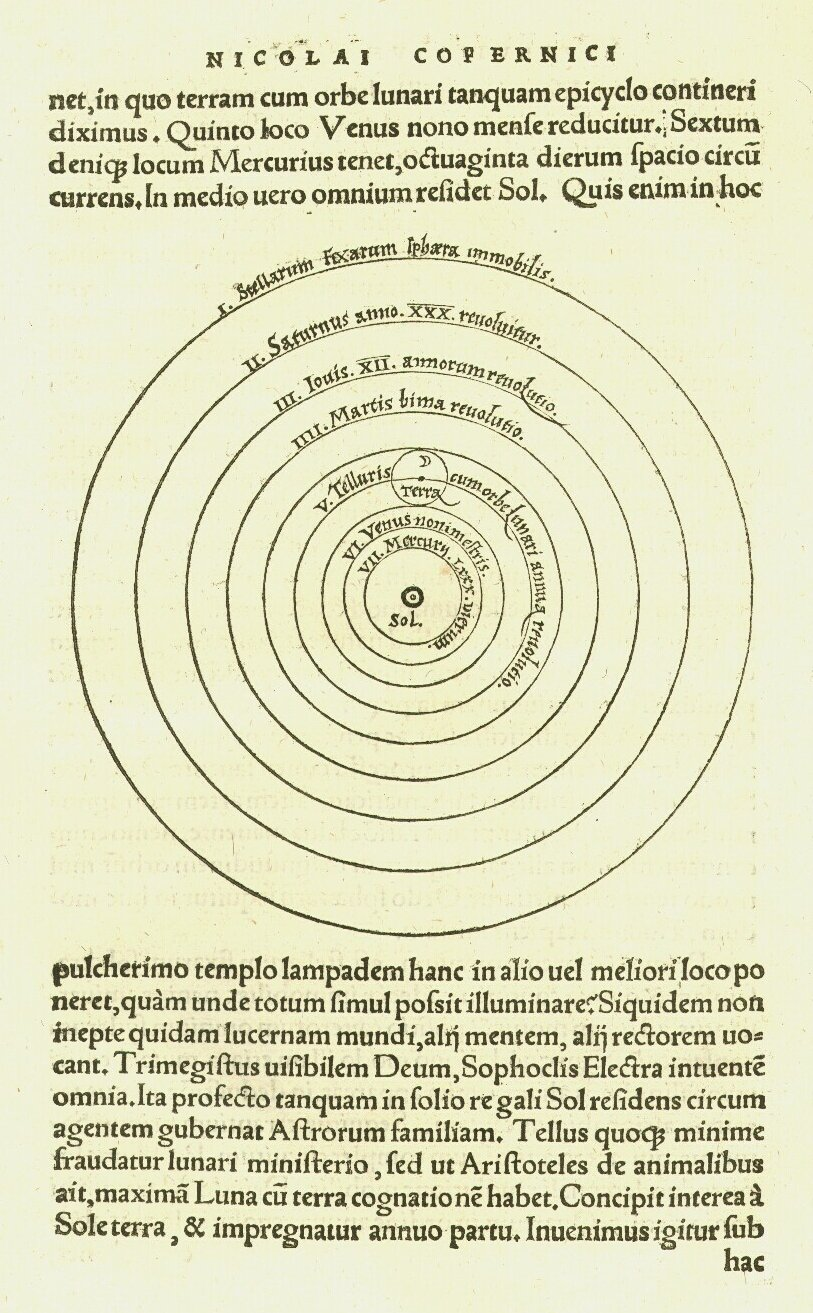
Bladzijde uit De revolutionibus orbium coelestium met de uitleg van het zonnestelsel, waarin de Zon in het midden van planeten en de bol van de vaste sterren zit. Bij elke planeet baan staat het aantal jaren of dagen dat een omloop duurt.

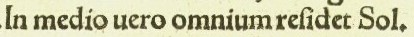
Latijn: In medio uero omnium residet Sol. Vertaling: Maar in het midden zit de Zon, citaat uit bovenstaande pagina.

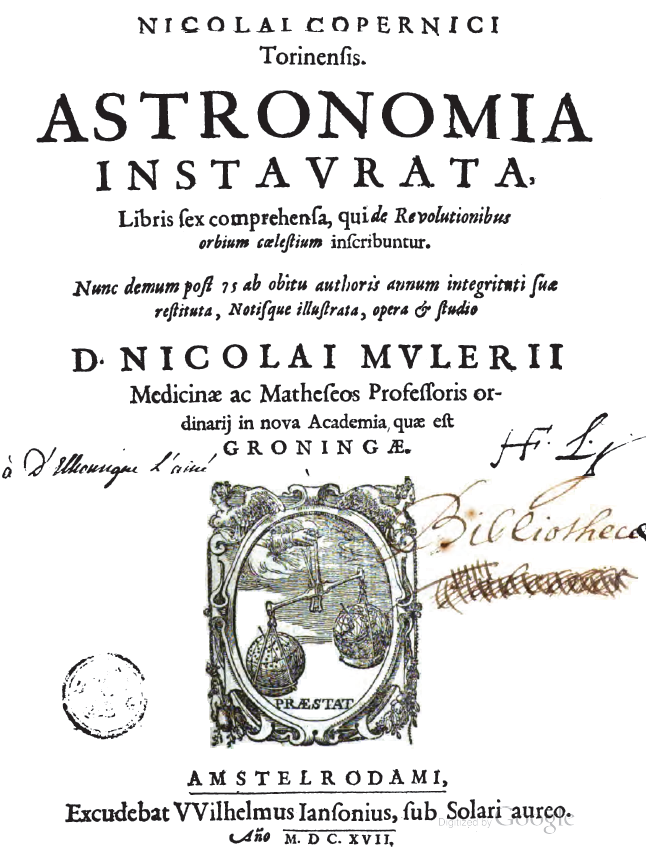
Derde druk als De revolutionibus orbium coelestium, Nicolaus Mulerius, Amsterdam 1617

De revolutionibus orbium coelestium ("Over de omwentelingen der hemellichamen"; Duits: Von den Umdrehungen der Himmelskörper; Pools: O obrotach sfer niebieskich) is het belangrijkste werk van de Oost-Pruisische sterrenkundige Nicolaus Copernicus (1473-1543). Het boek werd voor het eerst gedrukt in 1543 in Neurenberg en beschrijft een heliocentrisch model voor het zonnestelsel, dat ingaat tegen het in die tijd algemeen aanvaarde geocentrische model van Ptolemaeus.

## Geschiedenis van het boek
Het is mogelijk dat Copernicus het heliocentrische wereldbeeld van de Oud-Griekse sterrenkundige Aristarchus had, maar dit is niet zeker want hij noemt geen bronnen. Copernicus beschreef het heliocentrische model voor het eerst in een korte verhandeling, de Commentariolus. Dit werk wordt al genoemd in 1514, waaruit blijkt dat hij lang voor de publicatie van de De revolutionibus al aan zijn model werkte. Algemeen wordt aangenomen dat hij de Commentariolus schreef nadat hij terugkeerde naar Italië, mogelijk na 1510. Copernicus zag in dat als niet de Aarde maar de Zon als centrum van de kosmos gezien werd, de door sterrenkundigen waargenomen bewegingen van de planeten makkelijker te verklaren waren. In het geocentrische model van Ptolemaeus waren epicykels en Alfonsijnse tabellen nodig om de bewegingen te verklaren. Omdat hij vasthield aan circulaire banen voor de planeten, lukte het Copernicus echter niet om tot een kloppend model te komen, wat misschien de reden is geweest dat hij pas in zijn sterfjaar zijn werk liet publiceren.
Het door Copernicus geschreven originele handschrift van De revolutionibus is bewaard gebleven, wat erg zeldzaam is voor belangrijke wetenschappelijke werken uit die tijd. Bestudering van het manuscript en de soorten papier die gebruikt zijn heeft een grove tijdlijn voor de totstandkoming opgeleverd. Copernicus begon met het doen van sterrenkundige waarnemingen om zijn model te verfijnen. Hij kan zijn begonnen het boek te schrijven terwijl hij nog bezig was met waarnemingen. Rond 1535 was een belangrijk deel van het boek af. Hij was nog aan het boek aan het werken toen in 1539 Georg Joachim Rheticus, een wiskundige uit Wittenberg, in Frombork aankwam, de plaats waar Copernicus werkte. In Copernicus' naam publiceerde Rheticus een verhandeling over goniometrie die later in het tweede boek van de revolutionibus zou worden opgenomen. Rheticus bleef Copernicus aanraden zijn werk te publiceren. Vlak voor zijn dood gaf Copernicus zijn werk aan zijn vriend Tiedemann Giese, bisschop van Kulm (Chełmno), om het in Neurenberg te laten drukken. Copernicus stierf vlak na de uitgave van De revolutionibus.

## Inhoud
De revolutionibus is het resultaat van decennia werk, er zijn meer dan duizend jaar aan sterrenkundige metingen en gegevens in verwerkt. Het boek is opgedragen aan paus Paulus III. In het voorwoord staat dat Copernicus door wiskunde, niet natuurkunde, tot zijn theorie is gekomen.
Het boek bestaat uit de volgende zes delen:
- Het eerste deel geeft een algemene uitleg van de heliocentrische theorie, en een samenvatting van Copernicus' wereldbeeld.
- Het tweede deel bevat een theoretische uitleg van de principes van cirkelbewegingen in de sterrenkunde en een lijst van sterren. Dit deel vormt de theoretische achtergrond voor argumenten in de volgende delen.
- Het derde deel handelt over de schijnbare beweging van de Zon langs de hemel.
- Het vierde deel geeft een vergelijkbare beschrijving van de beweging van de Maan.
- Het vijfde en zesde deel beschrijven het heliocentrische model van Copernicus.

De revolutionibus begint met een anoniem voorwoord, waarin het werk een hypothese wordt genoemd, waarmee wordt bedoeld dat het een speculatief stuk wiskunde betreft, dat niet noodzakelijk veel verband hoeft te hebben met de realiteit. Algemeen werd aangenomen dat het voorwoord door Copernicus zelf geschreven was, tot Johannes Kepler ontdekte dat het een aanvulling betrof van de Lutherse filosoof Andreas Osiander.
In Copernicus' model bestaat de kosmos uit acht sferen. De buitenste sfeer bestaat uit stilstaande sterren, terwijl de Zon bewegingloos in het centrum staat. De planeten bewegen rond de Zon in de volgorde Mercurius, Venus, Aarde, Mars, Jupiter en Saturnus. De Maan draait echter rond de Aarde. Bovendien leken de sterren en Zon rond de Aarde te bewegen, maar volgens Copernicus is dat schijn: dit wordt veroorzaakt doordat de Aarde roteert om haar as. Hoewel hij makkelijker de planeetbewegingen kon verklaren met dit model, waren de planeetbanen volgens Copernicus cirkels en hij had nog steeds epicykels nodig om de waargenomen bewegingen van de planeten te verklaren.

## Ontvangst
Bij de uitgave van de De revolutionibus maakte het boek weinig kritiek los, hoewel het inging tegen de standpunten van de kerk. Dit kan wellicht worden toegeschreven aan Osianders voorwoord. In 1546 schreef een Dominicaanse monnik, Giovanni Maria Tolosani, een kritiek waarin hij Copernicus' theorie verwierp omdat deze de absolute waarheid van de leer van de kerk aanvocht. De kerkelijke autoriteiten zelf bleven echter stil. Na de publicatie van Copernicus' theorie zou de Deense astronoom Tycho Brahe door nauwkeurige waarnemingen een nieuw, verbeterd geocentrisch model opstellen. De meeste wetenschappers volgden liever Tycho Brahe dan Copernicus.
Pas zestig jaar na de dood van Copernicus viel de kerk zijn werk aan. Dit lag waarschijnlijk aan het werk van Galileo Galilei, die in zijn waarnemingen met de telescoop voldoende aanwijzingen vond om het heliocentrische model van Copernicus aannemelijk te maken. In 1616 gaf kardinaal Bellarminus Galilei het bevel de theorie af te doen als pure hypothese. De revolutionibus werd daarna op de index gezet. Dit betekende nog geen officieel verbod, het boek werd slechts gecensureerd. Een paar zinnen die zouden kunnen doen vermoeden dat de theorie meer was dan pure hypothese werden geschrapt door onder andere Francesco Ingoli. In 1620 werd de gecensureerde versie weer toegestaan. De gecensureerde versie werd echter niet herdrukt en was alleen beschikbaar voor de kerkelijke jurisdictie op aanvraag van gekwalificeerde wetenschappers. Tot 1758, toen paus Benedictus XIV de lijst verboden boeken liet herzien, bleef de ongecensureerde versie op de index staan.
Een paar jaar na de dood van Copernicus ontwikkelde Erasmus Reinhold de tabulae prutenicae, sterrenkundige tafels gebaseerd op Copernicus' waarnemingen. Deze tafelen werden gebruikt als een basis voor de kalenderhervorming onder paus Gregorius XIII. De tafelen werden ook door Europese zeevaarders en ontdekkingsreizigers gebruikt bij navigatie. Ze vervingen daarmee vanaf de 16e en 17e eeuw de minder precieze sterrentafels van Regiomontanus.
Pas in 1835 werd het verbod op het boek door de katholieke Kerk opgeheven.
Lange tijd namen historici aan dat De revolutionibus in de tijd dat het gepubliceerd werd niet veel bekendheid genoot. Na lang onderzoek naar alle bekende exemplaren van het originele boek toonde Owen Gingerich aan dat dit idee niet correct is. Dankzij dit onderzoek is De revolutionibus, op de Gutenbergbijbel na, de best gecatalogiseerde eerste druk van een historisch belangrijke tekst.
Een facsimile-heruitgave van de eerste druk verscheen in Polen bij drukkerij Bernardinum in Pelplin. Owen Gingerich schrijft over deze heruitgave: "This is clearly the most impressive facsimile yet made of Copernicus' editio princeps. It includes the rare errata leaf, and those corrections have been made in the text. Even the elaborate binding is a close copy of the original. Two other interesting early texts are included, the beautifully illustrated 1539 Poeticon astronomicon of Hyginus and Ptolemy's star catalogue of 1537, the latter apparently designed to accompany Dürer's star charts."

## Trivia
In februari 2017 stalen dieven op ingenieuze wijze een kopie van het boek uit 1566 (geschatte waarde 200.000 euro) uit een magazijn in het westen van Londen; de dieven namen in totaal meer dan 160 antieke boeken mee uit het magazijn waar de kopie lag.
Een eerste druk van het werk bevindt zich in de collectie van de  librije in Zutphen. 
- Biblioteca Nacional de España: XX3385674
- Bibliothèque nationale de France: cb15103703q (data)
- Gemeinsame Normdatei: 4518712-5
- Library of Congress Control Number: n86827078
- Nationale bibliotheek van Australië: 36532295
- Nationale Bibliotheek van Israël: 987007585845705171
- Système universitaire de documentation: 061716677
- Virtual International Authority File: 305991592